# Caligulana caligula
Caligulana caligula är en fjärilsart som beskrevs av William Schaus 1902. Caligulana caligula ingår i släktet Caligulana och familjen tjockhuvuden. Inga underarter finns listade i Catalogue of Life.